# Jarosław Lindner
Jarosław „Jarek“ Lindner (* 28. Juni 1988 in Danzig, geboren als Jarosław Ciarczyński) ist ein Fußballspieler mit deutscher und polnischer Staatsangehörigkeit.

## Karriere
Der Stürmer hatte in Polen in den Jugendmannschaften von Janowianka Janów gespielt, ehe er im August 2003 in die Nachwuchsabteilung von Hannover 96 wechselte. Zur Saison 2007/08 stieg Lindner hier in die zweite Mannschaft auf. Als der Trainer der zweiten Mannschaft, Andreas Bergmann, im August 2009 als Nachfolger von Dieter Hecking die erste Mannschaft übernahm, berief er den Offensivspieler in den Profikader, mit dem er am 29. August 2009 gegen die TSG 1899 Hoffenheim sein Bundesligadebüt absolvierte.
Von 2010 bis 2015 spielte er für den Drittligisten Holstein Kiel. Zur Saison 2015/16 wechselte er zum SV Wehen Wiesbaden, bei dem er einen Zweijahresvertrag erhielt. Kurz nach Beginn der Saison 2016/17 wechselte er zum Liga-Konkurrenten Sportfreunde Lotte. Im Sommer 2023 verließ er diesen Verein mit unbekanntem Ziel.